# Agusta A101
L'Agusta A101 era un elicottero da trasporto pesante sviluppato come iniziativa privata in previsione di un ordine da parte delle forze armate italiane; venne creato un prototipo usato in via sperimentale, ma senza un seguito commerciale.

## La storia
L'A101, la cui prima denominazione AZ 101G richiamava il progettista Filippo Zappata,  era un grosso trimotore che rappresentava una scelta strategica per l'Agusta rispetto al futuro produttivo nel settore degli elicotteri da trasporto pesante; il progetto venne introdotto per la prima volta alla Fiera di Milano dell'aprile 1958.
Dopo circa sette anni di studi di cui un anno trascorso in prove a terra (ground run) il prototipo di A.101G volò per la prima volta nell'impianto di Cascina Costa nell'ottobre del 19 ottobre 1964 pilotato dal capo pilota collaudatore Ottorino Lancia. Lo sviluppo, diretto dagli ingegneri Bellavita e Lovera, continuò arrivando a far eseguire oltre 400 ore di volo al prototipo. Sia l'Aeronautica Militare che la Marina Militare Italiana risultarono interessate, sebbene quest'ultima preferì acquisire il Sikorsky SH-3D Sea King prodotto su licenza. Infatti, L'A101 era a tal punto promettente da indurre la Sikorsky a cedere la licenza di produzione dei suoi elicotteri all'Agusta pur di bloccare l'evoluzione autonoma di quello che poteva essere un pericoloso concorrente. Nell'autunno
del 1966 il modello era pronto per la produzione, ma vennero persi altri due anni in attesa della decisione delle autorità. Nel 1968 l'A.101G iniziò un periodo di test e valutazioni presso Pratica di Mare che vennero sospesi nel 1971 poiché il progetto venne terminato.

## Tecnica

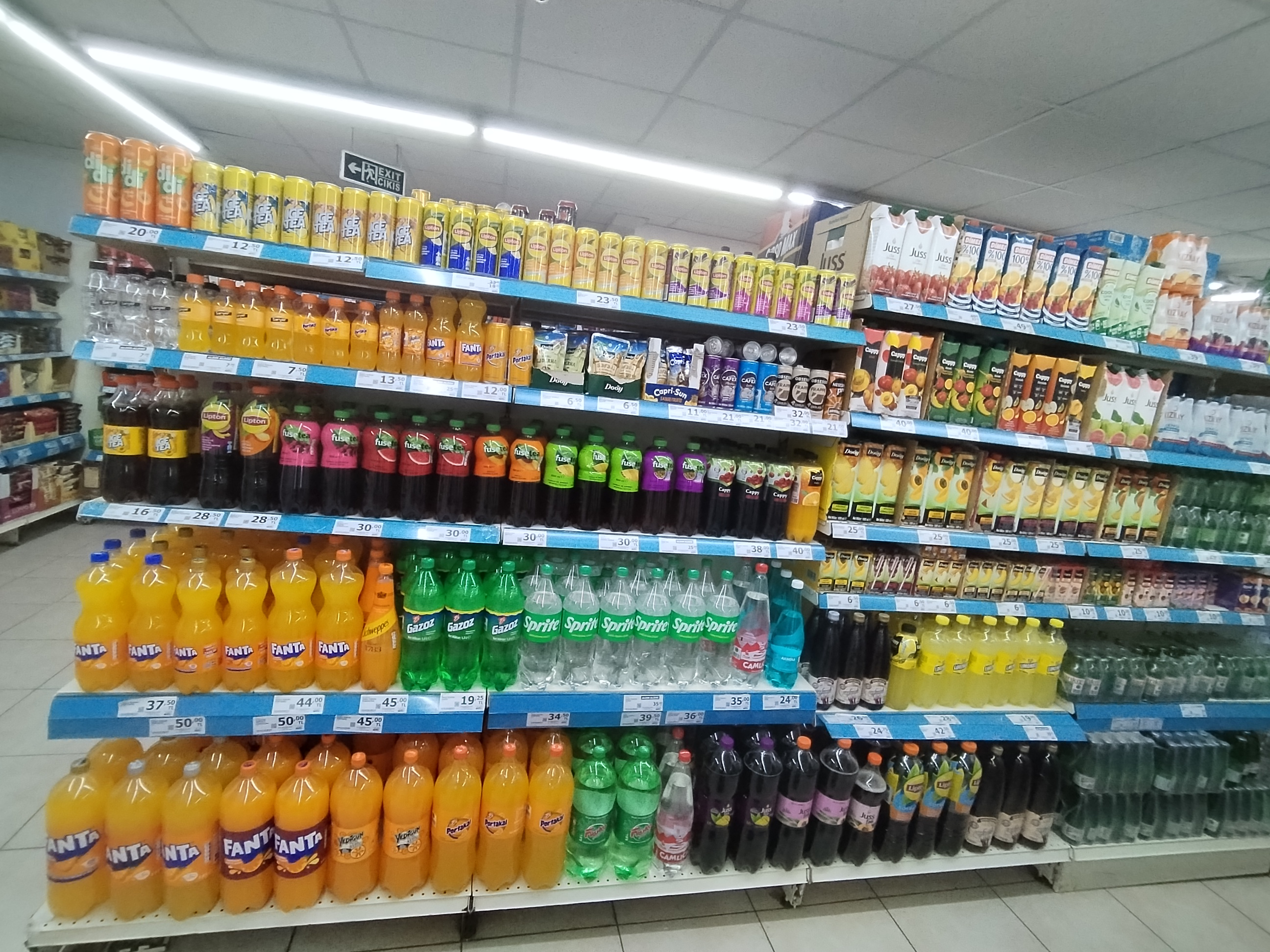
Tecnici dell'Agusta ed un ufficiale dell'Aeronautica Militare Italiana in posa davanti al prototipo dell'A101

Le prestazioni dell'A.101 erano considerate inferiori a quelle del contemporaneo francese Aérospatiale Super Frelon, ma era più stabile, aveva meno vibrazioni e una fusoliera con maggiore capacità. La motorizzazione iniziale con tre turbine Bristol-Siddley Gnome H. 1400 da 1 400 shp era originale per l'epoca per la sua configurazione trimotore, ma era considerata sottodimensionata. L'Agusta studiò una versione denominata A.101H con la fusoliera allungata di tre metri per ospitare i  più potenti turboalbero General Electric T58, ma il progetto venne cancellato subito dopo.
L'elicottero effettuò sperimentazioni di imbarco e sbarco rapido attraverso le porte laterali e la rampa posteriore. I dati tecnici dichiarati indicavano un peso al decollo massimo di 13 500 kg con una capacità di carico di 5 000 kg o 35 passeggeri o 18 barelle e 5 sanitari nella versione per soccorso. Il rotore era a 5 pale ed il rotore di coda a 6 pale.
Il carrello anteriore era a ruote gemellate e quello posteriore posizionato in due gondole laterali.
L' A.101 permise all'Agusta di maturare significative esperienze nel campo che poi contribuirono a creare la base per lo sviluppo dell'AgustaWestland AW101.

## Attualmente

Immagine a colori dell'elicottero.

L'esemplare unico di A101 esiste ancora presso l'ex fattoria Agusta, adiacente il museo storico Agusta, dopo essere stato in prestito al Museo dell'aeronautica Gianni Caproni per una decina d'anni.